# Sarah-Rebecca Sekulic
Sarah-Rebecca Sekulic (* 3. Juli 1992 in München) ist eine deutsche Tennisspielerin.

## Karriere
Sekulic begann im Alter von fünf Jahren mit dem Tennisspielen. Sie gewann bisher jeweils sechs Einzel- und Doppeltitel auf dem ITF Women’s Circuit.
Im April 2017 stand sie erstmals unter den Top-400 der Tennis-Weltrangliste im Einzel, im September erstmals unter den Top-300.
In der 2. Tennis-Bundesliga spielte sie 2012 und 2013 für den MTTC Iphitos München. 2013 wurde Sekulic Bayerische Meisterin im Mixed zusammen mit Rainer Gerhard.

## Turniersiege

### Einzel
| Nr. | Datum             | Turnier             | Kategorie   | Belag     | Finalgegnerinnen   | Ergebnis        |
| --- | ----------------- | ------------------- | ----------- | --------- | ------------------ | --------------- |
| 1.  | 16. Oktober 2016  | Scharm asch-Schaich | ITF $10.000 | Hartplatz | Sandra Samir       | 3:6, 6:4, 6:3   |
| 2.  | 20. November 2016 | Scharm asch-Schaich | ITF $10.000 | Hartplatz | Julia Wachaczyk    | 7:68, 6:4       |
| 3.  | 27. November 2016 | Scharm asch-Schaich | ITF $10.000 | Hartplatz | Brenda Njuki       | 6:1, 6:1        |
| 4.  | 19. Februar 2017  | Scharm asch-Schaich | ITF $15.000 | Hartplatz | Emily Webley-Smith | 6:2, 6:4        |
| 5.  | 26. März 2017     | Nishitama           | ITF $15.000 | Hartplatz | Shiho Akita        | 6:4, 7:5        |
| 6.  | 16. April 2017    | Scharm asch-Schaich | ITF $15.000 | Hartplatz | Laura-Ioana Andrei | 6:75, 7:62, 6:2 |

### Doppel
| Nr. | Datum             | Turnier             | Kategorie   | Belag             | Partnerin          | Finalgegnerinnen                            | Ergebnis  |
| --- | ----------------- | ------------------- | ----------- | ----------------- | ------------------ | ------------------------------------------- | --------- |
| 1.  | 10. März 2012     | Aurangabad          | ITF $10.000 | Sand              | Dalila Jakupović   | Peangtarn Plipuech Varunya Wongteanchai     | 6:1, 6:3  |
| 2.  | 17. März 2013     | Scharm asch-Schaich | ITF $10.000 | Hartplatz         | Franziska König    | Stanislava Hrozenská Alena Poletinová       | kampflos  |
| 3.  | 29. Juli 2016     | El Espinar          | ITF $10.000 | Hartplatz         | Charlotte Römer    | Jessika Ponchet Ioana Loredana Roșca        | 6:2, 7:64 |
| 4.  | 3. September 2016 | Prag                | ITF $10.000 | Sand              | Laura-Ioana Andrei | Miriam Kolodziejová Vendula Žovincová       | 6:4, 6:2  |
| 5.  | 10. Dezember 2016 | Ortisei             | ITF $10.000 | Hartplatz (Halle) | Laura-Ioana Andrei | Xenija Palkina Ulukan Anna-Giulia Remondina | 6:2, 6:3  |
| 6.  | 2. März 2018      | Xiamen              | ITF $15.000 | Hartplatz         | Xu Shilin          | Sun Xuliu Sun Ziyue                         | 6:1, 7:5  |